# The Flash: Vertical Velocity
The Flash: Vertical Velocity is een stalen achtbaan in Six Flags Great America.
De achtbaan ziet eruit als een grote U-vorm. De achtbaan maakt gebruik van diverse lineaire inductiemotors om voldoende vaart te creëren zodat het treintje met voldoende snelheid de hellingen op kan.

## Galerij

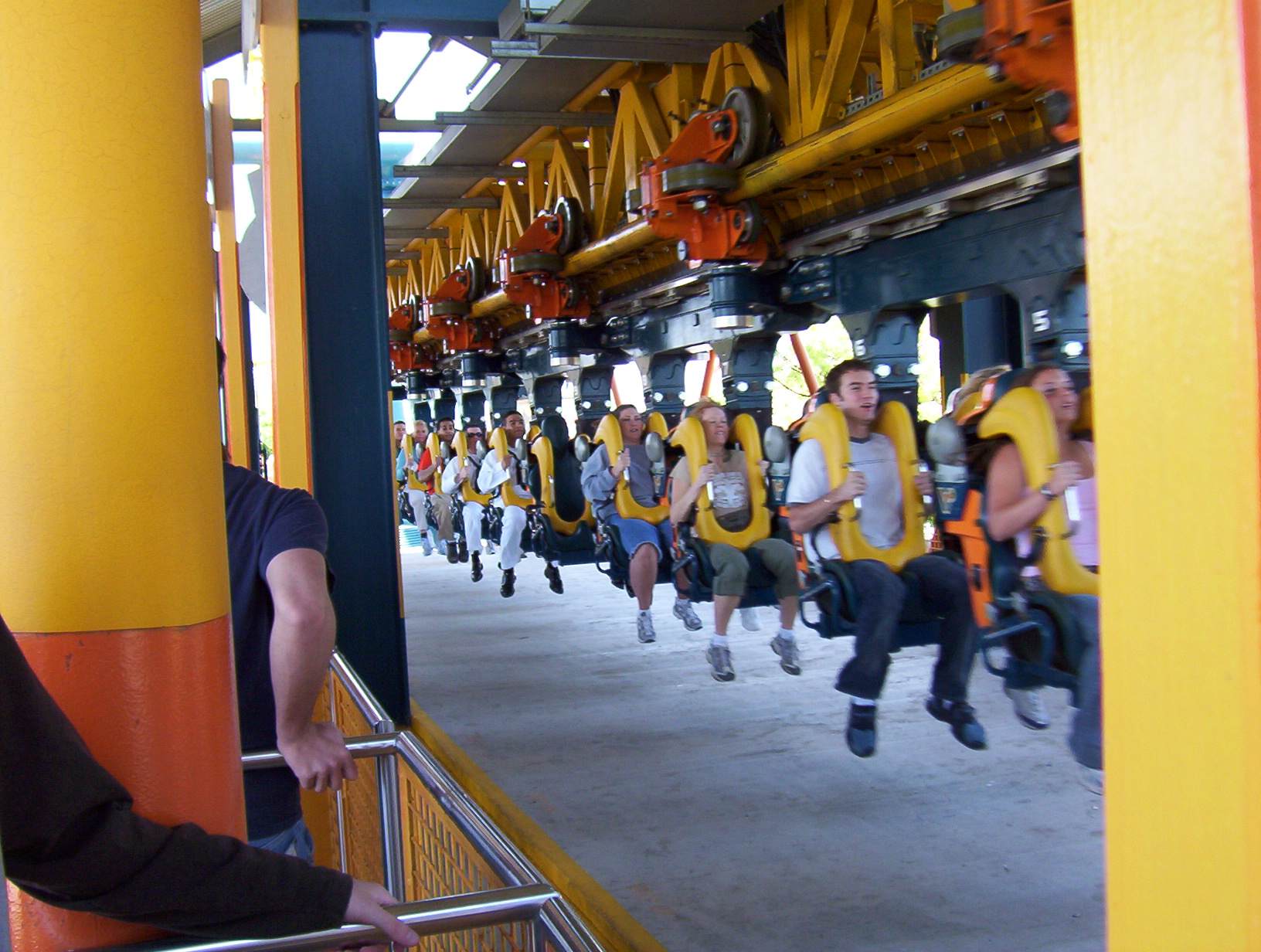
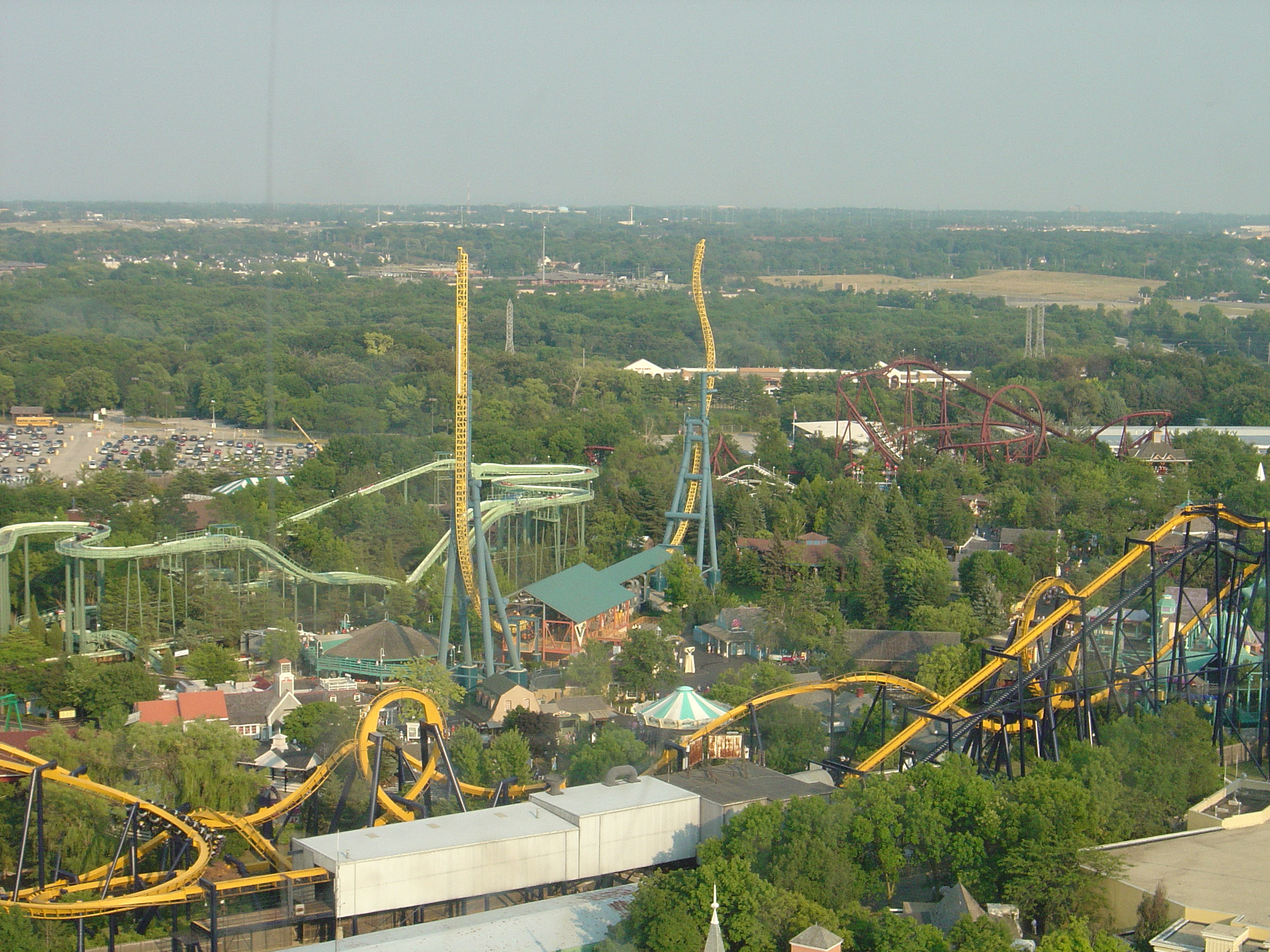